# Tokyo Banana

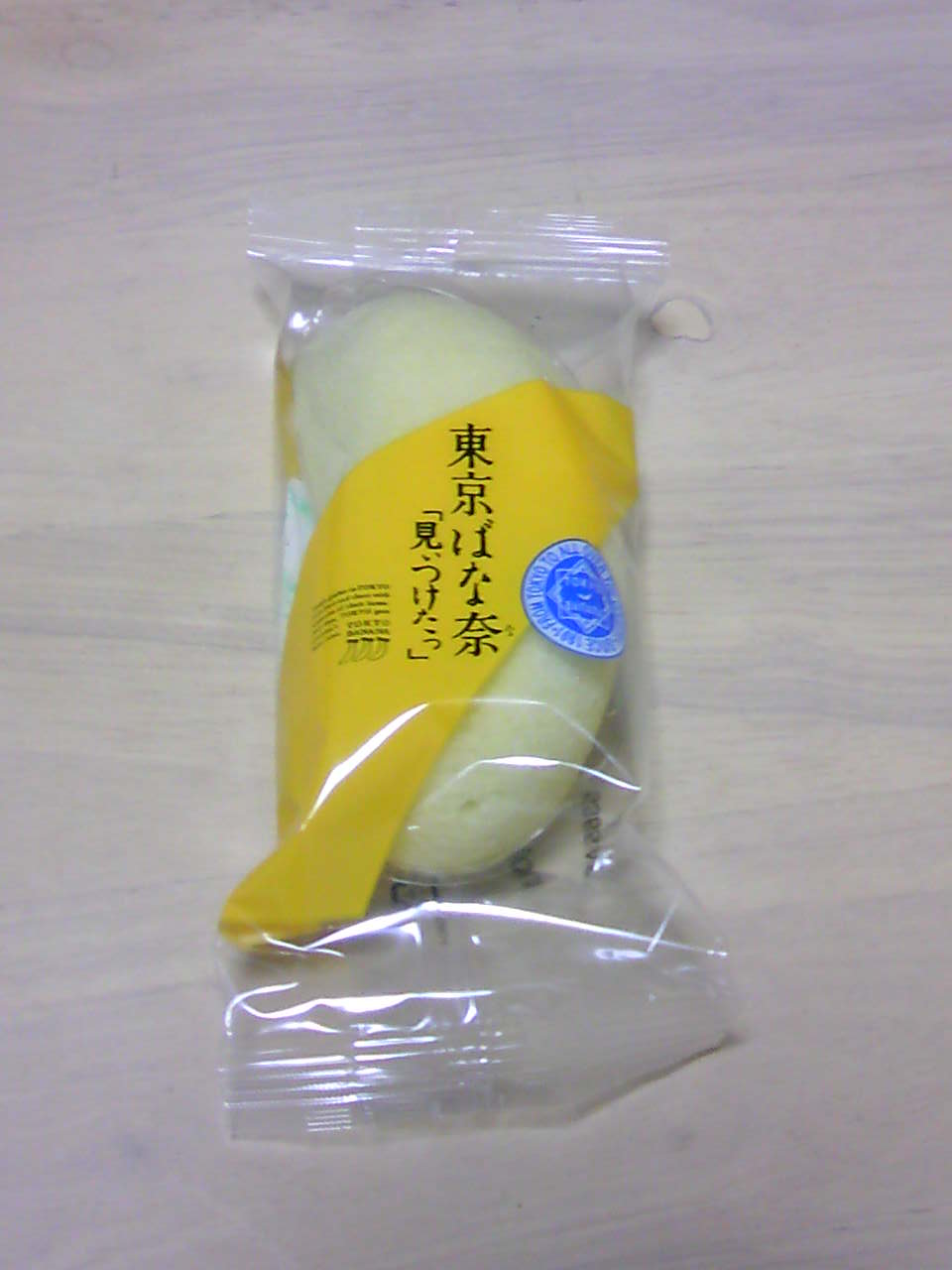
Tokyo Banana

Tokyo Banana (東京ばな奈, còn viết thành 東京バナナ hoặc 東京ばなな với cách phát âm giống nhau) là loại bánh bông lan hình quả chuối kiểu Nhật với nhân kem. Đây là món quà lưu niệm ngọt ngào chính thức của Tokyo và do hãng Grapestone Co. sản xuất và bày bán.
Tokyo Banana có nhiều hương vị khác nhau và thường được đóng gói riêng lẻ bằng nhựa. Hương vị ban đầu mang tên Tokyo Banana Miitsuketa (見ぃつけたっ), và được làm từ kem sữa trứng nhân chuối. Phần nhân kem sử dụng chuối nghiền nhuyễn. Sau khi nướng, bánh bông lan được hấp chín để tạo độ mềm cho bánh rồi đem bọc trong một miếng xốp mềm. Theo khuyến cáo từ nhà sản xuất thì bánh này nên tiêu thụ tốt nhất trong vòng 7 ngày kể từ ngày mua dù để lạnh có thể kéo dài thêm một chút.
Tokyo Banana Miitsuketa do nhà máy của hãng MASDAC Corporation ở Tokorozawa, Saitama sản xuất. Tokyo Banana được bày bán khắp các cửa hàng ở Tokyo và tại một số sân bay lớn của Nhật Bản.